# The Fallout
The Fallout es el álbum debut de la banda de post-hardcore Crown the Empire.

## Antecedentes y grabación
La grabación comenzó en agosto de 2012, cuando entraron en el estudio con Joey Sturgis. Durante el proceso de grabación, la banda presentó David Escamilla como miembro oficial y vocalista adicional para el álbum.
El primer sencillo del álbum 'Makeshift Chemistry' fue publicado el 23 de octubre de 2012. 'Memories of a Broken Heart' fue publicado el 8 de noviembre, 11 días antes del lanzamiento del álbum. El álbum se publicó gratuitamente el 15 de noviembre, el mismo día un video musical de 'lThe Fallout' fue publicado.
Para la edición de lujo del álbum, la banda volvió a grabar su EP Limitless y la intención de lanzarlo como parte de la reedición de lujo del álbum en 2013, siendo la diferencia de que se han incorporado a Dave Escamilla en los coros. También para la liberación, lanzaron 'límitless' como sencillo, que fue lanzado junto con su propio vídeo con lírica.

## Lanzamiento
El álbum fue lanzado el 19 de noviembre de 2012 tanto como CD y como descarga digital. La edición de lujo fue lanzado el 9 de diciembre de 2013, que contenía las siete pistas del EP debut de la banda Limitless, regrabado con el actual segundo vocalista David Escamilla.

## Recepción de la crítica
El álbum recibió críticas mixtas de los críticos. La revisión de AbsolutePunk llamó al sonido del álbum post-hardcore, y aunque tenía buenas características, lo consideró genérico, y que el foco en todo el álbum fue al azar, indicando ciertas partes del disco, o bien puede tener demasiados esfuerzo o no lo suficiente, y también pasó a decir que las letras eran cliché sin embargo alabó las voces y la gama de diferentes vibraciones y sonidos.
Alternative Press llama al sonido del álbum principalmente metalcore, aunque la comparación de sus esfuerzos y sonido en general a los gustos de Dillinger Escape Plan, Botch e Breach, le dio una visión pobre, y criticó su adición a los sonidos dubstep y elementos de todo el álbum.

## Lista de canciones
| N.º   | Título                       | Duración |  |
| 1.    | «Oh, Catastrophe»            | 1:59     |  |
| 2.    | «The Fallout»                | 3:56     |  |
| 3.    | «Memories of a Broken Heart» | 4:13     |  |
| 4.    | «Makeshift Chemistry»        | 4:11     |  |
| 5.    | «The One You Feed»           | 3:53     |  |
| 6.    | «Menace»                     | 4:28     |  |
| 7.    | «Graveyard Souls»            | 3:22     |  |
| 8.    | «Two's Too Many»             | 3:05     |  |
| 9.    | «Evidence»                   | 3:26     |  |
| 10.   | «Children of Love»           | 3:04     |  |
| 11.   | «Johnny's Revenge»           | 4:15     |  |
| 39:42 |                              |          |  |

| Edición de lujo |                                            |          |  |
| N.º             | Título                                     | Duración |  |
| 12.             | «The Glass Elevator (Walls)» (re-recorded) | 2:59     |  |
| 13.             | «Breaking Point» (re-recorded)             | 4:34     |  |
| 14.             | «Wake Me Up» (re-recorded)                 | 4:20     |  |
| 15.             | «Johnny Ringo» (re-recorded)               | 4:14     |  |
| 16.             | «Voices» (re-recorded)                     | 3:19     |  |
| 17.             | «Limitless» (re-recorded)                  | 4:21     |  |
| 18.             | «Lead Me Out of the Dark»                  | 3:18     |  |

## Posicionamiento
| Listas (2012)      | Posición |
| ------------------ | -------- |
| Independent Albums | 8        |
| Hard Rock Albums   | 7        |
| Top Heatseekers    | 1        |
| Top Rock Albums    | 37       |

- Datos: Q15866039